# Stazione di Hyōtan-yama (Osaka)
La stazione di Hyōtan-yama (瓢箪山駅?, Hyōtan-yama-eki) è una stazione ferroviaria situata nella città di Higashiōsaka, nella prefettura di Osaka, in Giappone, appartenente alla linea Nara delle Ferrovie Kintetsu.

## Linee
Ferrovie Kintetsu
● Linea Kintetsu Nara

## Aspetto
La stazione è costituita da quattro binari in superficie con due marciapiedi laterali lungo le deviate esterne.
| 1 | ■ Linea Kintetsu Nara | per Ikoma, Yamato-Saidaiji, Kintetsu Nara e Tenri                             |
| 4 | ■ Linea Kintetsu Nara | per Tsuruhashi, Ōsaka Uehommachi, Ōsaka Namba, Amagasaki, Kōshien e Sannomiya |

## Stazioni adiacenti
| «                                 | Servizio                      | »                   |
| Linea Kintetsu Nara               | Linea Kintetsu Nara           | Linea Kintetsu Nara |
| --------------------------------- | ----------------------------- | ------------------- |
| Higashi-Hanazono                  | Locale Semiespresso sezionale | Hiraoka             |
| Tutti gli altri treni non fermano |                               |                     |